# Latinsko-faliské jazyky
Latinsko-faliské jazyky jsou skupinou jazyků, které patří do italické jazykové skupiny pod skupinu indoevropských jazyků. Mluvilo se jimi v Itálii. Do této skupiny patří dva známé jazyky: latina a faliština.